# 挪威青年共产主义联盟
挪威青年共产主义联盟（挪威語：Norges Kommunistiske Ungdomsforbund，缩写为NKU）是挪威的一个独立的共产主义青年组织。该组织成立于1903年，当时取名为挪威青年社会民主人士，作为挪威工党的青年翼。1923年，该组织转而隶属于挪威共产党。2006年，该组织脱离挪威共产党领导，成为独立组织。该组织以马克思列宁主义为指导思想。该组织的领袖是Aleksander Skåre。该组织是世界民主青年联盟的成员。